# Breviatea
Breviatea o Breviata è un gruppo, appartenente al supergruppo Obazoa, composto anche dai gruppi Apusomonadida e Opisthokonta. Breviatea è solitamente ritenuto come il più basale, ovvero il più primitivo, dei tre gruppi. Comprende solo una specie attualmente vivente: Breviata anatema.

## Breviata anatema
Breviata anatema è un eucariote ameboide flagellato unicellulare, precedentemente studiato con il nome di Mastigamoeba invertens.
La cellula è priva di mitocondri, ma ha geni mitocondriali residui e possiede un organello ritenuto essere un mitocondrio anaerobico modificato, simile ai mitosomi e agli idrogenosomi trovati in altri eucarioti che vivono in ambienti a basso contenuto di ossigeno.

## Analisi cladistica
I primi dati molecolari collocavano Breviata negli amebozoi, ma senza un'evidente affinità con i gruppi di amebozoi conosciuti. Più recentemente, l'analisi filogenomica ha mostrato che il gruppo Breviatea è un gruppo gemello di Opisthokonta e Apusomonadida. Insieme, questi tre gruppi formano il clade Obazoa (il termine Obazoa è basato su un acronimo di Opisthokonta, Breviatea e Apusomonadida, più 'zóa' (riferito a 'vita' in greco)).